# المنطقة الصومالية
المنطقة الصومالية (بالصومالية: Gobolka Soomaalida، بالأمهرية: ሱማሌ ክልል، بالأورومو: Naannoo somaalee) هي المنطقة الموجودة في أقصى شرق الأقسام العرقية التسعة (كيليلوش (kililoch)) في إثيوبيا. وغالبًا ما يطلق عليها اسم جالبيد الصومالية (Soomaaliya Galbeed) («الصومال الغربية») بسبب موضعها الجغرافي في مصفوفة الصومال الكبير. وعاصمة دولة الصومال هي جكجكا (Jijiga). وفي السابق، تم توسيط تلك العاصمة في قبري داهار (كابريداهار (Qabridahare)) حتى العام 1992، عندما تم نقلها إلى جودي أو (Godey). وفي أبريل من عام 1994، تم نقل العاصمة مرة أخرى إلى موقعها الحالي نظرًا لاعتبارات سياسية. وتشتمل بعض المدن الكبرى الأخرى على (يتم وضع الكلمة بالكتابة الصومالية بين قوسين): طجحبور (Degehabur) (ظاجاكسبور (Dhagaxbuur)) وكبري داهار (كبريداهار (Qabridahare)) وشيلافو (Shilavo) (شيلابو (Shilaabo)) وجيلادين (Geladin) (جيلادي (Geladi)) وكيلافو (Kelafo) (كاليفي (Qalaafe)) وويردر (Werder) (واردهير (Wardheer)) وشينيل (Shinile) (شينييل (Shiniile)). وتحد المنطقة المناطق الإثيوبية أوروميا وآفار وديرة داوا (ديريداوا) إلى الغرب وجيبوتي إلى الشمال والصومال إلى الشمال والشرق والجنوب وكينيا إلى الجنوب الغربي.

## نظرة عامة
تغطي المنطقة الصومالية مساحة كبيرة من إقليم أوجادين التقليدي، كما أنها شكلت جزءًا كبيرًا من محافظة هاراراغي (Hararghe) قبل عام 1995، والسكان صوماليون في الغالب، وهناك ضغط داخلي للتخلص من الحكم الإثيوبي. وقد حدثت محاولات من أجل تضمين المنطقة في الصومال الكبرى. وفي السبعينيات من القرن العشرين، اجتاحت الصومال إثيوبيا لدعم حركة متمردين محلية، مما أدى إلى إشعال حرب أوجادين، والتي خسرتها الصومال بسبب التدخل العسكري من الاتحاد السوفيتي وحليفته كوبا والذي جاء في الوقت المناسب. ورغم هذه الهزيمة، ما زالت المجموعات المحلية تحاول أن تصبح جزءًا من الصومال أو أن تحصل على استقلالها، حيث تميل في الكثير من الحالات إلى استخدم العنف، ومن أمثلة تلك الحالات الهجوم على حقل نفط أبولي في عام 2007، والذي أدى إلى سلسلة من الأعمال الانتقامية العسكرية ضد المدنيين المتهمين بدعم جبهة التحرير الوطنية في أوجادين.
حتى أول انتخابات في المناطق تتم في فبراير من عام 2004، كان يتم تعيين مسئولي المناطق والمقاطعات ورؤساء القرى من خلال الحكومة الإقليمية. وكان كبار السياسيين على المستوى الإقليمي يقومون بترشيح وكلائهم للمناصب الحكومية المحلية. وفي الانتخابات المحلية التي جرت عام 2004، قامت كل مقاطعة بانتخاب مجلس يشتمل على متحدث رسمي ونائب للمتحدث الرسمي ومسئول ونائب للمسئول. وهذه المجالس تقع على عاتقها مسئولية إدارة الميزانيات وأنشطة التطوير في المقاطعات ذات الصلة بها.
وفي أواخر أبريل من عام 2005، تسببت الأمطار الشديدة في حدوث فيضان عارم في مختلف أرجاء منطقة الصومال وفي الصومال، وقد أدى إلى كسر نهر شيبيل (Shebelle) حواجزه. ومن مايو 2005، تسببت الفيضانات في منطقة الصومال وحدها في حدوث ما يزيد على 100 حالة وفاة مؤكدة بالإضافة إلى انتشار إصابة الممتلكات بالأضرار بما يؤثر على ما يزيد على 100 ألف شخص. كما أن الفيضانات كذلك قد أدت إلى تدمير الملاجئ التي تأوي 25 ألف نازح صومالي في كينيا بالقرب من دورورو في أوجادين.

## الإحصاءات السكانية
بناءً على تعداد للسكان تم في عام 2007 على يد وكالة الإحصاءات المركزية في إثيوبيا (CSA)، فإن إجمالي السكان في منطقة الصومال هو 4,439,147 نسمة، بحيث يتكون هذا العدد من 2,468,784 من الرجال و1,970,363 من النساء، في حين أن السكان الحضريين يصل عددهم إلى 621,210 أو 14% من تعداد السكان. ومن خلال المساحة التقديرية التي تصل إلى 279,252 كيلو متر مربع، فإن الكثافة السكانية لهذه المنطقة هي 15.9 لكل كيلو متر مربع. وبالنسبة للمنطقة بشكل إجمالي، تم إحصاء 665,397 منزلاً، مما يعني أن كل 6.6 أشخاص يقيمون في منزل في المتوسط في المنطقة، في حين أن المنازل الحضرية يكون المتوسط فيها 6.3 أشخاص، بينما المساكن الريفية يكون المتوسط فيها 6.7 أشخاص. وتشتمل المجموعات العرقية على الصوماليين (97.2%)، والأورومو (0.46%)، وأمهارا (0.66%)، والصومالين المولودين في دول أخرى (0.20%) والجوراج (0.12%). ونسبة 98.4% من السكان مسلمون، و0.6% من المسيحيين الأورثوذوكس، و1.0% من السكان من أتباع الديانات الأخرى بشكل عام.
في التعداد السابق، والذي تم إجراؤه في عام 1994، كان عدد السكان 3,439,860 نسمة، منهم 1,875,996 من الذكور و1,563,864 من الإناث. وكان عدد المنازل التي يقطنها السكان في المناطق الحضرية في منطقة الصومال 492,710 منزلاً، مما يعني أن المتوسط هو 6.6 لكل منزل، وتم الإبلاغ عن نسبة مرتفعة بين الجنسين، وهي 120 ذكر إلى 100 أنثى.
وقد اشتملت المجموعات العرقية على الصوماليين (96.23%) والأورومو (2.25%) والأمهارا (0.69%) والجوراج (0.14%). وقد كانت اللغة الصومالية هي اللغة المستخدمة وهي اللغة شائعة الاستخدام في المنطقة، حيث يستخدمها 95.9% من السكان. وقد اشتملت اللغات الكبرى الأخرى على أوروميفا (2.24%)، والأمهرية (0.92%)، والجوراج (0.033%). وقد كانت نسبة 98.7% من السكان مسلمين، و0.9% منهم من المسيحيين الأورثوذوكس، و0.3% منهم من أتباع الديانات الأخرى.
وحسب وكالة الإحصاءات المركزية، اعتبارًا من 2004فإن 38.98% من إجمالي عدد السكان يمكنهم الوصول إلى مياه الشرب الآمنة، منهم 21.32% من سكان المناطق الريفية و77.21% من سكان المناطق الحضرية. وتشتمل القيم المتعلقة بالمؤشرات العامة الأخرى التي تم الإبلاغ عنها لمستوى الحياة للصوماليين اعتبارًا من 2005 على ما يلي: 71.8% من السكان يقعون في الخمس الأقل لتوزيع الثروات، ومستوى التعليم بين الكبار من الرجال يصل إلى 22% والنساء إلى 9.8%، ومعدل الوفيات بين الأطفال في المنطقة هي 57 حالة وفاة بين كل 1,000 مولود، وهي أقل من المتوسط السائد في الدولة، وهو 77 حالة وفاة، وتحدث على الأقل نصف حالات الوفاة هذه بين الأطفال في الشهر الأول من عمرهم.
| العام | عدد سكان إثيوبيا | سكان منطقة الصومال | النسبة مقارنة بإثيوبيا | المصدر |
| ----- | ---------------- | ------------------ | ---------------------- | ------ |
| 2007  | 73,918,505       | 4,439,147          | 6.0%                   |        |
| 2011  | 84,320,987       | 5,148,989          | 6.1%                   |        |

## الزراعة
قدرت وكالة الإحصاءات المركزية في إثيوبيا في عام 2005 أن المزارعين في الصومال كانوا يملكون 459,720 رأس ماشية (أي ما يمثل 1.19%% من إجمالي رؤوس الماشية في إثيوبيا)، و463,000 رأس غنم (2.66%)، و650,970 من الماعز (5.02%)، و91,550 حمارًا (3.66%)، و165,260 جملاً (36.2%)، و154,670 من الدواجن بجميع أنواعها (0.5%) و5,330 خلية نحل (0.12%). بالنسبة للسكان من البدو، قامت وكالة الإحصاءات المركزية بتوفير نوعين من التقديرات، الأول يعتمد على عمليات المسح الجوية والآخر على منهجية أكثر تقليدية:
| الماشية | المسح الجوي (تم في 5-23 نوفمبر 2003) | المسح التقليدي (تم في 11 ديسمبر 2003) |
| ------- | ------------------------------------ | ------------------------------------- |
| الماشية | 670,280                              | 130,610                               |
| الأغنام | 6,410,800                            | 250,110                               |
| الماعز  | 5,525,460                            | 177,580                               |
| الجمال  | 1,041,870                            | 64,510                                |
| الحمير  | 42,640                               | 14,290                                |
| البغال  | 430                                  | 160                                   |
| الخيول  | 50                                   | -                                     |

## الحكومة

### السلطة التشريعية
يتألف مجلس الدولة، وهو أعلى هيئة إدارية في الدولة، من 269 عضوًا.

### المناطق الإدارية

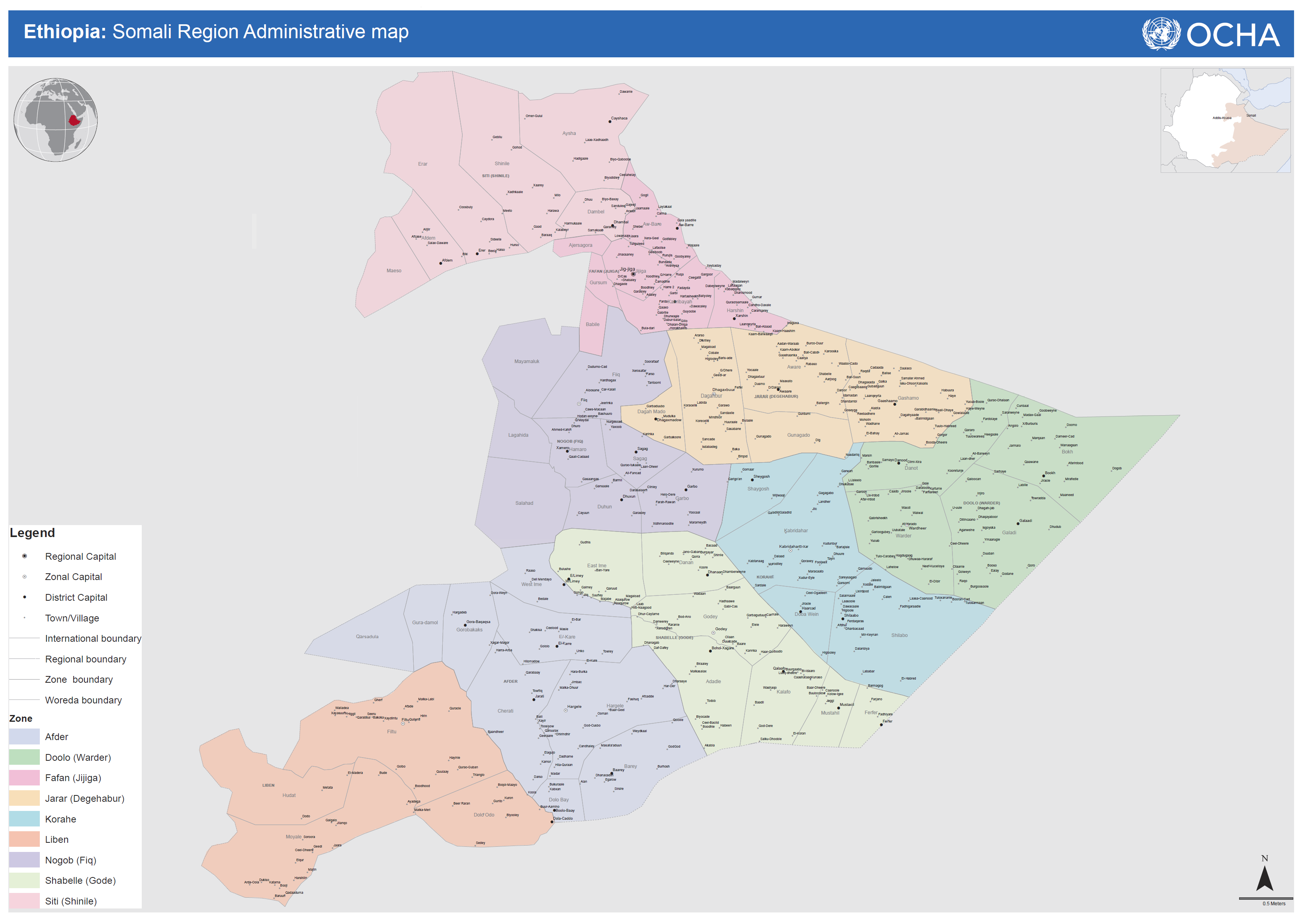
الخريطة الإدارية لمنطقة الصومال

مثل المناطق الأخرى في إثيوبيا، تنقسم منطقة الصومال إلى إحدى عشرة منطقة إدارية وست مناطق إدارية خاصة:
- منطقة أفدر
- دوللو زون (الحارس سابقًا)
- منطقة إيرر
- منطقة فافان (جيجيغا سابقًا)
- منطقة جرار (ديجهبور سابقًا)
- منطقة كوراهي
- منطقة ليبن
- منطقة داوا
- منطقة نجوب (فيق سابقًا)
- منطقة شابيلي (جودي سابقًا)
- منطقة سيتي (شينيلي سابقًا)
- منطقة ديجهبور الخاصة (منطقة خاصة)
- منطقة جودي الخاصة (المنطقة الخاصة)
- منطقة هاراو الخاصة (المنطقة الخاصة)
- منطقة كيبري بيه الخاصة (منطقة خاصة)
- منطقة توغ واجالي الخاصة (المنطقة الخاصة)

وتنقسم المناطق نفسها إلى مقاطعات.

### رؤساء دولة الصومال
- عبد الحي محمد ساعدي (ONLF) (يناير 1993 - نوفمبر 1993)
- حسن جيري كالينلي (ONLF) (1993 - أبريل 1994)
- أوجاز عبد الرحمن عبد الغني (أبريل 1994 - نوفمبر 1994)
- ليد طاهر فرح (ESDL) (1995 - أكتوبر 1997)
- محمد معالين علي (ONLF) (أكتوبر 1997 - أكتوبر 2000)
- عبد الرشيد دولان رافل (SPDP) (أكتوبر 2000 - 2003)
- عبدول جبريل أبو بكر (نائب) (SPDP) (2003 - أكتوبر 2005)
- عبد الحي حسن محمد (SPDP) (أكتوبر 2005 - أكتوبر 2008)
- داوود محمد علي (ESPDP) (أكتوبر 2008 - يوليو 2010)
- عبدي محمود عمر (ESPDP) (يوليو 2010 - أغسطس2018
- مصطفي محمد عمر. (سبتمبر 2018-حتي الآن)

(تعتمد هذه القائمة على معلومات مأخوذة من Worldstatesmen.org.)

## وصلات خارجية
- Map of Somali Region at UN-OCHA (نسق المستندات المنقولة file)
- Map of Somali Region at DPPA of Ethiopia (PDF file)
- List of Ogaden-Somali Members of Ethiopian Parliament
- Official Website of Ogaden-Somali region of Ethiopia
- "Ethiopia: Rains pound Somali region as death toll rises" - UN IRIN
- "Floods plague Horn of Africa, wash away refugee shelters" - UN News

## كتابات أخرى
- Tobias Hagmann, "Beyond clannishness and colonialism: understanding political disorder in Ethiopia's Somali Region, 1991- 2004", Journal of Modern African Studies, 43 (2005), 509-536.

 إثيوبيا